# Krasobruslení na Letních olympijských hrách 1908
Krasobruslení na Letních olympijských hrách 1908 se konalo v až říjnu, což bylo šest měsíce po ostatních olympijských akcí těchto her. Soutěžilo se ve čtyřech disciplínách v Prince's Skating Club ve čtvrti Knightsbridge. Bylo to poprvé, kdy byl zimní sport zahrnut do olympijského programu. Počet soutěžících byl velmi nízký, dvě akce měly pouze tři účastníky, což zaručovalo medaili za účast.

## Medailové pořadí zemí
| Pořadí | Země                 | Zlato | Stříbro | Bronz | Celkově |
| ------ | -------------------- | ----- | ------- | ----- | ------- |
| 1.     | Velká Británie (GBR) | 1     | 2       | 3     | 6       |
| 2.     | Švédsko (SWE)        | 1     | 1       | 1     | 3       |
| 3.     | Německo (GER)        | 1     | 1       | 0     | 2       |
| 4.     | Rusko (RUS)          | 1     | 0       | 0     | 1       |
|        | Celkem               | 4     | 4       | 4     | 12      |

## Medailisté

### Muži
| Disciplína       | Zlato                          | Výkon  | Stříbro                               | Výkon  | Bronz                                    | Výkon  |
| ---------------- | ------------------------------ | ------ | ------------------------------------- | ------ | ---------------------------------------- | ------ |
| jednotlivci      | Ulrich Salchow · Švédsko (SWE) | 1886,5 | Richard Johansson · Švédsko (SWE)     | 1826,0 | Per Thorén · Švédsko (SWE)               | 1787,0 |
| speciální figury | Nikolaj Panin · Rusko (RUS)    | 219,0  | Arthur Cumming · Velká Británie (GBR) | 164,0  | Geoffrey Hall-Say · Velká Británie (GBR) | 104,0  |

### Ženy
| Disciplína | Zlato                                 | Výkon  | Stříbro                             | Výkon  | Bronz                                              | Výkon |
| ---------- | ------------------------------------- | ------ | ----------------------------------- | ------ | -------------------------------------------------- | ----- |
| ženy       | Madge Syersová · Velká Británie (GBR) | 1262,5 | Elsa Rendschmidtová · Německo (GER) | 1055,0 | Dorothy Greenhough-Smithová · Velká Británie (GBR) | 960,5 |

### Smíšené soutěže
| Disciplína        | Zlato                                            | Výkon | Stříbro                                                      | Výkon | Bronz                                               | Výkon |
| ----------------- | ------------------------------------------------ | ----- | ------------------------------------------------------------ | ----- | --------------------------------------------------- | ----- |
| sportovní dvojice | Německo (GER) · Anna Hüblerová · Heinrich Burger | 56,0  | Velká Británie (GBR) · Phyllis Johnsonová · James H. Johnson | 51,5  | Velká Británie (GBR) · Madge Syersová · Edgar Syers | 48,0  |